# Ціпівки
Ці́півки — село в Україні, в Яворівській міській громаді, Яворівського району, Львівської області. Орган місцевого самоврядування — Яворівська міська громада. Населення становить 103 особи. 